# میدن
میدن (به هلندی: Meeden) یک منطقهٔ مسکونی در هلند است که در منترولده واقع شده‌است. میدن ۲٫۸۶ کیلومتر مربع مساحت و ۱٬۸۲۵ نفر جمعیت دارد.